# 2000 GB80
2000 GB80 är en asteroid i huvudbältet som upptäcktes den 6 april 2000 av LINEAR i Socorro County, New Mexico.
Asteroiden har en diameter på ungefär 9 kilometer och den tillhör asteroidgruppen Eos.